# X-42 (ロケット)
X-42 Pop Up Upper Stage
ロケット上段部と投棄されるペイロードフェアリングのイメージ
- 用途：使い捨て型ロケット上段部の研究
- 製造者：
- 運用状況：キャンセル

X-42はアメリカ空軍が開発していたロケット。液体燃料を用いる使い捨て型ロケットと推測されている。計画内容や開発状況の詳細は明らかにされておらず、開発はキャンセルされているものと思われている。
ロケットの上段部(Pop-Up Upper Stage)の開発であり、新素材や新型のエンジンを用いた低コストの機材を目指していた。軌道投入能力は最大1.8t。1997年には調査予算が付けられていた。